# Sylvia Pankhurst

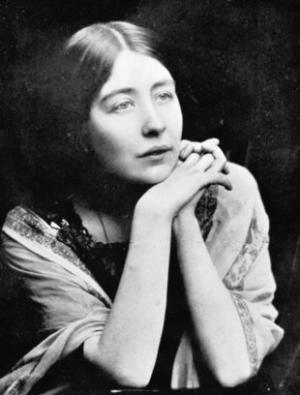
Sylvia Pankhurst, 1915

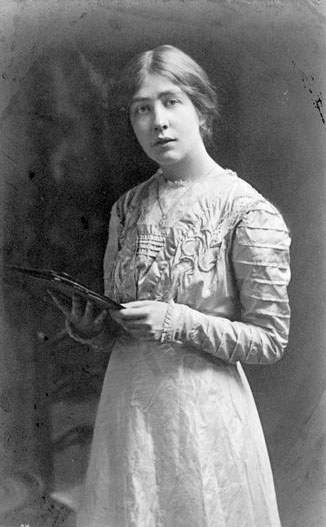
Sylvia Pankhurst, 1909

Estelle Sylvia Pankhurst (Manchester, 7 mei 1882 – Addis Abeba, Ethiopië, 27 september 1960) was een Brits activiste, suffragette en later ook communiste.

## Leven

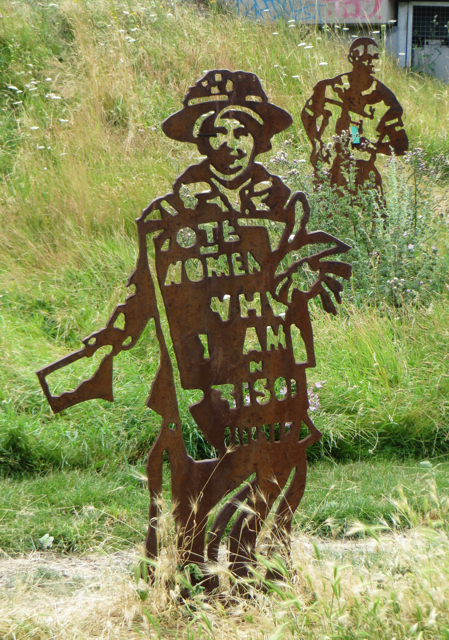
Het standbeeld van Sylvia Pankhurst bevindt zich in Mile End Park, Bethnal Green, Londen, Engeland en toont Pankhurst die een stapel papieren in haar linkerarm vasthoudt en met haar rechterhand papieren uitdeelt. Het werd onthuld op 15 augustus 2011. Het standbeeld werd door de lokale gemeenschap geselecteerd vanwege de bijdrage die zij hebben geleverd aan de lokale geschiedenis of cultuur

Sylvia was de dochter van dr. Richard Marsden Pankhurst en Emmeline Pankhurst, leden van de Independent Labour Party en beiden fanatieke voorvechters voor vrouwenrechten. Samen met haar zus Christabel en haar moeder zette ze zich vanaf 1906 volledig in voor de Women's Social and Political Union (WSPU). Regelmatig werd Sylvia, net als haar moeder en zus, opgepakt en in de cel gezet voor gewelddadig activisme.
In tegenstelling tot haar moeder en Christabel lag de focus van Sylvia echter niet uitsluitend bij het vrouwenkiesrecht, maar hield ze nadrukkelijk ook oog voor andere sociale vraagstukken, meer in het bijzonder voor het arbeidersvraagstuk. Dit leidde tot grote spanningen binnen de familie Pankhurst en in 1912 brak Sylvia met de WSPU en richtte de 'East London Federation of Suffragettes' (ELFS) op, later de 'Women's Suffrage Federation' en weer later de 'Workers Socialist Federation' (WSF). Ook leidde ze de krant van de WSF, Women's Dreadnought, later Workers' Dreadnought. Daarbij uitte ze onmiskenbaar communistische sympathieën.
Na het uitbreken van de Eerste Wereldoorlog nam Sylvia, in tegenstelling tot haar moeder en Christabel, een nadrukkelijk pacifistische houding aan, een opstelling die toen in de Engelse samenleving slecht getolereerd werd. In haar strijd tegen de oorlog trok ze veel samen op met de socialist Keir Hardie, met wie ze vlak voor de oorlog enige tijd een verhouding had. Ze belandde diverse malen in de gevangenis, waar ze haar strijd vaak met hongerstakingen voortzette. De familie Pankhurst viel door de ideologische onenigheden uiteindelijk volledig uit elkaar en toen haar moeder later in 1928 overleed wilde Christabel haar niet eens bij de begrafenis hebben.
Na de Eerste Wereldoorlog sloot Sylvia zich aan bij de beweging van het anarchocommunisme, nam deel aan de Komintern en andere internationale conferenties, bestreed Lenin in rechtstreekse confrontaties en ondersteunde het linkscommunisme van onder andere Anton Pannekoek. Ze was onthutst door de Italiaanse bezetting van Ethiopië in 1936 en werd aanhanger van Haile Selassie. Aanvankelijk zette ze hulpprogramma’s op en liet ze onder andere scholen en ziekenhuizen in Ethiopië bouwen, later, in 1956 emigreerde ze er met haar zoon Richard naartoe en besteedde de rest van haar leven aan ontwikkelingswerk. Maandelijks gaf ze het tijdschrift Ethiopia Observer uit, waarin ze berichtte over haar wederwaardigheden en de Ethiopische cultuur. 
Toen Sylvia in 1960 stierf kreeg ze een staatsbegrafenis en groot eerbetoon van Haile Selassie. Haar zoon Richard (1927) overleed in 2017 in Ethiopië.

## Interlinguïstiek
Pankhurst hield zich ook bezig met interlinguïstiek. In 1927 publiceerde Pankhurst een boekje, genaamd " Delphos. The Future of International Language ", waarin ze de groeiende behoefte aan een internationale hulptaal en haar steun voor Interlingua in het begin van de 20e eeuw uitdrukte. Haar steun voor Interlingua kan worden gezien als een voorbeeld van het wetenschappelijk humanisme dat de eerste jaren van de interlinguïstiek domineerde. Dit taalactivisme houdt ook verband met haar socialistische en pacifistische positie .